# Suramericano de Natación de 2004 - 50 m. Mariposa Masculino
La prueba de 50 m mariposa masculino del campeonato sudamericano de natación de 2004 se realizó el 25 de marzo de 2004, el primer día de competencias del campeonato.

## Medallistas
| Evento        | Oro                             | Plata                             | Bronce                           |
| ------------- | ------------------------------- | --------------------------------- | -------------------------------- |
| 50 m mariposa | Luis Rojas · Venezuela · 24.48. | Kaio De Almeida · Brasil · 24.59. | Jader Souza · Venezuela · 24.80. |

## Resultados
| Posición | Carril | Nadador          | Tiempo |
| -------- | ------ | ---------------- | ------ |
| 1        | 5      | Luis Rojas       | 24.48  |
| 2        | 3      | Kaio De Almeida  | 24.59  |
| 3        | 4      | Jader Souza      | 24.80  |
| 4        | 2      | Julio Santos     | 24.98  |
| 5        | 6      | Octavio Alesi    | 25.33  |
| 6        | 7      | Gustavo Pascheta | 25.41  |
| 7        | 1      | Eduardo Carrillo | 26.24  |
| 8        | 8      | Daniel Cuellar   | 26.25  |